# Certamen Internacional de Bandes de Música Vila d'Altea
El Certamen Internacional de Bandes de Música "Vila d'Altea" és un concurs musical per a bandes de música que se celebra al Palau d'Arts de la vila valenciana d'Altea (Marina Baixa).

## Història
La Societat Filarmònica Alteanense va convocar per primera vegada el certamen el 1949, però les dificultats econòmiques de l'època no van permetre que aquesta iniciativa tingués continuïtat pel que no va ser fins a 1973 quan es va convocar la segona edició. Des d'aquesta data fins als nostres dies, amb el patrocini de l'Ajuntament d'Altea i d'altres entitats i organismes, i amb l'organització de la Societat Filarmònica Alteanense, no hi ha hagut cap interrupció. Fins a l'any 1978, el Certamen va tenir caràcter provincial. Des de 1979 fins a 1989, el Certamen es va convocar amb categoria regional. A partir de 1990, el Certamen va assumir categoria estatal. Prestigiosos compositors i directors, com J. Alfosea, Carlos Cosmén, J.M. Cervera, Jesús Montalbán, Vicente Sempere, Gerardo Pérez Busquier, Julio Ribelles, José Ferriz, Eduardo Cifre, Vicente Perelló, Bernabé Sanchis, Moisés Davia, Salvador Chuliá, Francisco Signes, Luis Blanes, Jef Penders, Rafael Talens Pelló, Bernat Adam Ferrero, Pablo Sánchez Torrella, Francisco Grau Vegara, Enrique García Asensio, Antón García Abril, Vicente Zarzo, Josep Vicent Egea, Johan de Meij… han estat algunes de les personalitats del món de la música que han jutjat les actuacions de les excepcionals agrupacions musicals que han competit amb esportivitat per a merèixer el màxim guardó.
L'any 1996 marca una important fita històric en el Certamen. Amb motiu de la 25a edició, la Societat Filarmònica Alteanense dona un nou impuls a aquest esdeveniment amb la convocatòria internacional, premis importants, jurats de gran qualificació musical i una acurada organització són les claus perquè el Certamen Internacional de Bandes de Música Vila d'Altea hagi merescut any rere any el reconeixement i el prestigi a nivell estatal i internacional.